# Thysanopyga agasusaria
Thysanopyga agasusaria är en fjärilsart som beskrevs av Walker 1860. Thysanopyga agasusaria ingår i släktet Thysanopyga och familjen mätare. Inga underarter finns listade i Catalogue of Life.